# Ноґат (Вармінсько-Мазурське воєводство)
Ноґат (пол. Nogat, нім. Nogathau) — село в Польщі, у гміні Ґроново-Ельблонзьке Ельблонзького повіту Вармінсько-Мазурського воєводства.
Населення — 137 осіб (2011).
У 1975-1998 роках село належало до Ельблонзького воєводства.

## Демографія
Демографічна структура станом на 31 березня 2011 року:
|          | Загалом | Допрацездатний вік | Працездатний вік | Постпрацездатний вік |
| -------- | ------- | ------------------ | ---------------- | -------------------- |
| Чоловіки | 65      | 13                 | 50               | 2                    |
| Жінки    | 72      | 22                 | 43               | 7                    |
| Разом    | 137     | 35                 | 93               | 9                    |